# جام برندگان جام آسیا ۹۹–۱۹۹۸
جام برندگان جام آسیا ۹۹–۱۹۹۸ نهمین دورهٔ مسابقات جام برندگان جام آسیا که توسط کنفدراسیون فوتبال آسیا برگزار شد.
تیم الاتحاد نماینده عربستان سعودی بدون باخت برای اولین بار قهرمان این دوره از رقابت‌ها شد و همچنین به مسابقات سوپر جام آسیا ۱۹۹۹ راه پیدا کرد.

## مرحله اول

### منطقه غرب
| تیم ۱        | نتیجه نهایی | تیم ۲         | بازی رفت | بازی برگشت |
| ------------ | ----------- | ------------- | -------- | ---------- |
| کاظمه        | ۵–۲         | الوحده        | ۲–۰      | ۳–۲        |
| الاهلی صنعا  | ۰–۳         | الطلبه        | ۰–۰      | ۰–۳        |
| پاس تهران    | ۱۰–۳        | السیب         | ۱۰–۱     | ۰–۲        |
| الاهلی       | برگزار نشد۱ | النجمه        |          |            |
| خجند         | ۲–۵         | پاختاکور      | ۱–۱      | ۱–۴        |
| نیسا عشق‌آباد | ۲–۱         | قیصر قزل‌اوردا | ۱–۰      | ۱–۱        |
| الاتحاد      | استراحت     |               |          |            |
| النصر        | استراحت     |               |          |            |

۱ النجمه انصراف داد.

### منطقه شرق
| تیم ۱                | نتیجه نهایی | تیم ۲            | بازی رفت | بازی برگشت |
| -------------------- | ----------- | ---------------- | -------- | ---------- |
| سینتانا              | ۵–۲         | وودلندز ولینگتون | ۴–۱      | ۱–۱        |
| های کوان             | ۲–۵         | ساراواک          | ۱–۲      | ۱–۳        |
| چونام دراگونز        | برگزار نشد۱ | پلیس             |          |            |
| سالگائوکار           | ۱–۴         | بیجینگ گوان      | ۱–۰      | ۰–۴        |
| ماهندرا پلیس         | ۰–۲         | نیو رادیانت      | ۰–۰      | ۰–۲        |
| هپی ولی              | برگزار نشد۲ | پیا              |          |            |
| یانگون سیتی دولاپمنت | استراحت۳    |                  |          |            |
| کاشیما آنتلرز        | استراحت     |                  |          |            |

۱ پلیس سری لانکا انصراف داد.

۲ پیا پاکستان انصراف داد.

۳ یانگون سیتی در برابر نمایندگان اندونزی قرار گرفت ، جایی که فصل ۹۸-۱۹۹۷ به دلیل مشکلات سیاسی و اقتصادی در این کشور متوقف شد.

## مرحله دوم

### منطقه غرب
| تیم ۱        | نتیجه نهایی | تیم ۲    | بازی رفت | بازی برگشت |
| ------------ | ----------- | -------- | -------- | ---------- |
| کاظمه        | ۴–۲         | النصر    | ۳–۰      | ۱–۲        |
| پاس تهران    | ۱–۲         | الطلبه   | ۰–۱      | ۱–۱        |
| الاهلی       | ۱–۷         | الاتحاد  | ۰–۰      | ۱–۷        |
| نیسا عشق‌آباد | ۵–۶         | پاختاکور | ۵–۰      | ۰–۶        |

### منطقه شرق
| تیم ۱                | نتیجه نهایی | تیم ۲         | بازی رفت | بازی برگشت |
| -------------------- | ----------- | ------------- | -------- | ---------- |
| یانگون سیتی دولاپمنت | ۰–۴         | ساراواک       | ۰–۱      | ۰–۳ ۱      |
| نیو رادیانت          | ۴–۶         | هپی ولی       | ۳–۱      | ۱–۵        |
| سینتانا              | ۱–۱۱        | کاشیما آنتلرز | ۱–۲      | ۰–۹        |
| بیجینگ گوان          | ۰–۴         | چونام دراگونز | ۰–۲      | ۰–۲        |

۱ یانگون سیتی نتوانست تیمی را برای بازی برگشت به دلیل بیماری بازیکنانش به میدان ببرد.

## یک‌چهارم نهایی

### منطقه غرب
| تیم ۱   | نتیجه نهایی | تیم ۲    | بازی رفت | بازی برگشت |
| ------- | ----------- | -------- | -------- | ---------- |
| کاظمه   | برگزار نشد۱ | الطلبه   |          |            |
| الاتحاد | ۴–۰         | پاختاکور | ۳–۰      | ۱–۰        |

۱ کاظمه انصراف داد.

### منطقه شرق
| تیم ۱   | نتیجه نهایی | تیم ۲         | بازی رفت | بازی برگشت |
| ------- | ----------- | ------------- | -------- | ---------- |
| هپی ولی | ۱–۷         | چونام دراگونز | ۰–۳      | ۱–۴        |
| ساراواک | ۲–۱۴        | کاشیما آنتلرز | ۲–۴      | ۰–۱۰       |

## نیمه نهایی

### منطقه غرب
| تیم ۱   | نتیجه | تیم ۲  |
| ------- | ----- | ------ |
| الاتحاد | ۳–۱   | الطلبه |

### منطقه شرق
| تیم ۱         | نتیجه | تیم ۲         |
| ------------- | ----- | ------------- |
| کاشیما آنتلرز | ۳–۱   | چونام دراگونز |

## رده بندی
| تیم ۱         | نتیجه | تیم ۲  |
| ------------- | ----- | ------ |
| کاشیما آنتلرز | ۱–۰   | الطلبه |

## فینال
| تیم ۱   | نتیجه | تیم ۲         |
| ------- | ----- | ------------- |
| الاتحاد | ۳–۲   | چونام دراگونز |

## قهرمان
| قهرمان جام برندگان جام آسیا ۹۹–۱۹۹۸ |
| ----------------------------------- |
| الاتحاد                             |
| اولین قهرمانی                       |